# Gigantochloa robusta
Gigantochloa robusta är en gräsart som beskrevs av Wilhelm Sulpiz Kurz. Gigantochloa robusta ingår i släktet Gigantochloa och familjen gräs. Inga underarter finns listade i Catalogue of Life.